# Grotte Santa Calalina-Antzoriz I
La grotte Santa Catalina/Antzoriz I est un site archéologique situé sur le Cabo Antzoriz (es), dans la commune biscaienne de Lekeitio dans la communauté du Pays basque en Espagne. C'est l'une des grottes du complexe des grottes d'Antzoriz,.
Des vestiges d'un établissement humain datant de 10 000 à 15 000 ans av. J.-C. y ont été retrouvés. Ce site archéologique est d'une grande importance pour plusieurs raisons, entre autres parce qu'il constitue le plus ancien témoignage de pêche en Europe, qu'il a fourni des données clés sur le renne (Rangifer tarandus) qui ont changé les théories sur cette espèce dans la péninsule ibérique, et que sa collection Le patrimoine archéologique des restes d'oiseaux marins est l'un des plus riches d'Europe.

## Historique

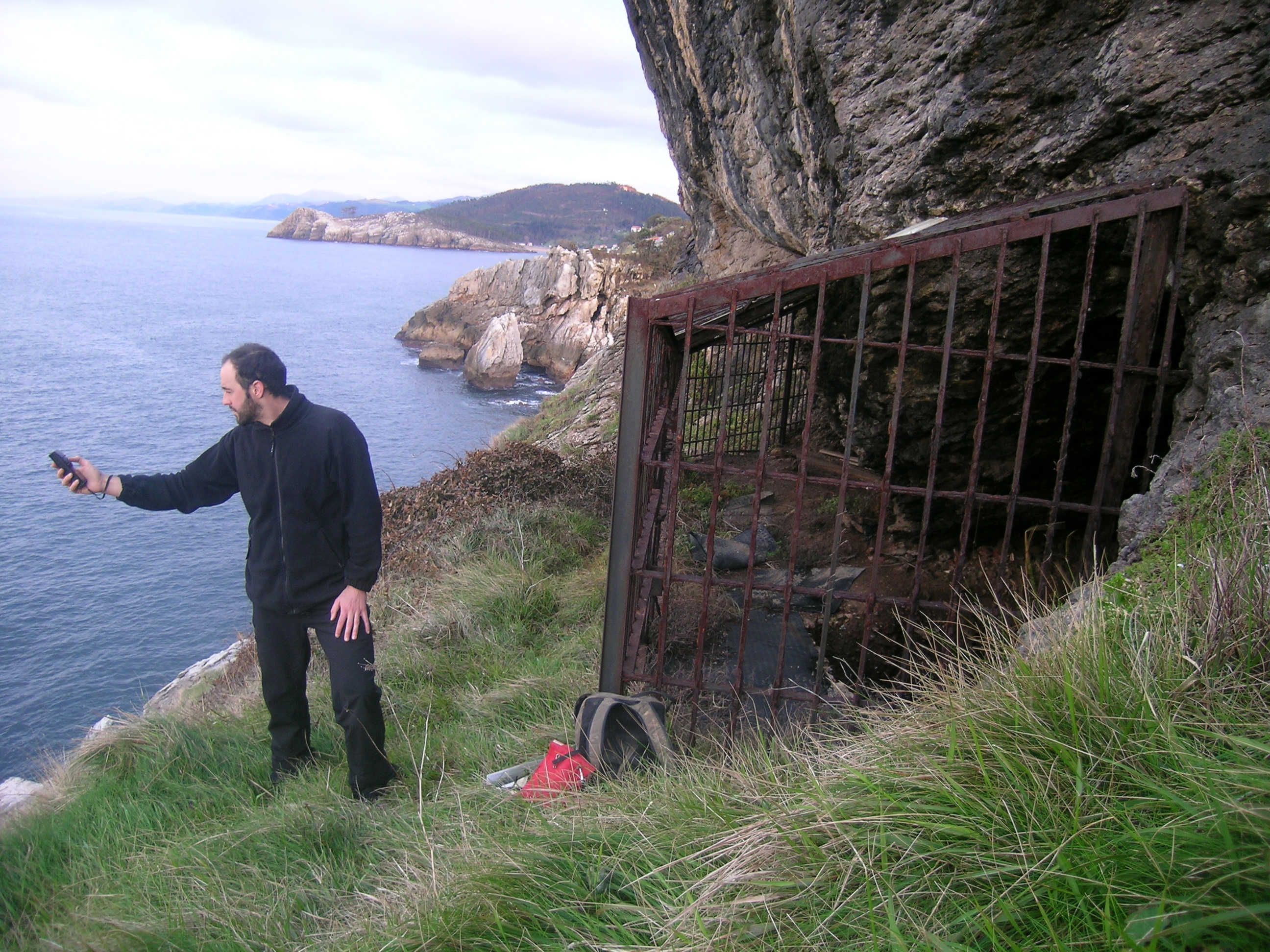
Entrée de la grotte Antzoriz I

José Miguel de Barandiarán Ayerbe fut informé de l'existence de cette grotte en 1936, mais le déclenchement de la guerre d'Espagne l'empêcha de l'examiner cette année-là ; C'est à son retour d'exil qu'il eut l'occasion de le visiter en 1964 et qu'il découvrit qu'il abritait un site archéologique.
Dans les années 1970, des membres du groupe spéléologique « Beti Goruntz » ont visité le site et ont trouvé quelques morceaux sur le sol. Mais les fouilles elles-mêmes n'ont commencé qu'en 1982, lorsque l'équipe d'archéologues José Luis Arribas et Eduardo Berganza a commencé les travaux, qui ont continué jusqu'en 2000.

## Site archéologique

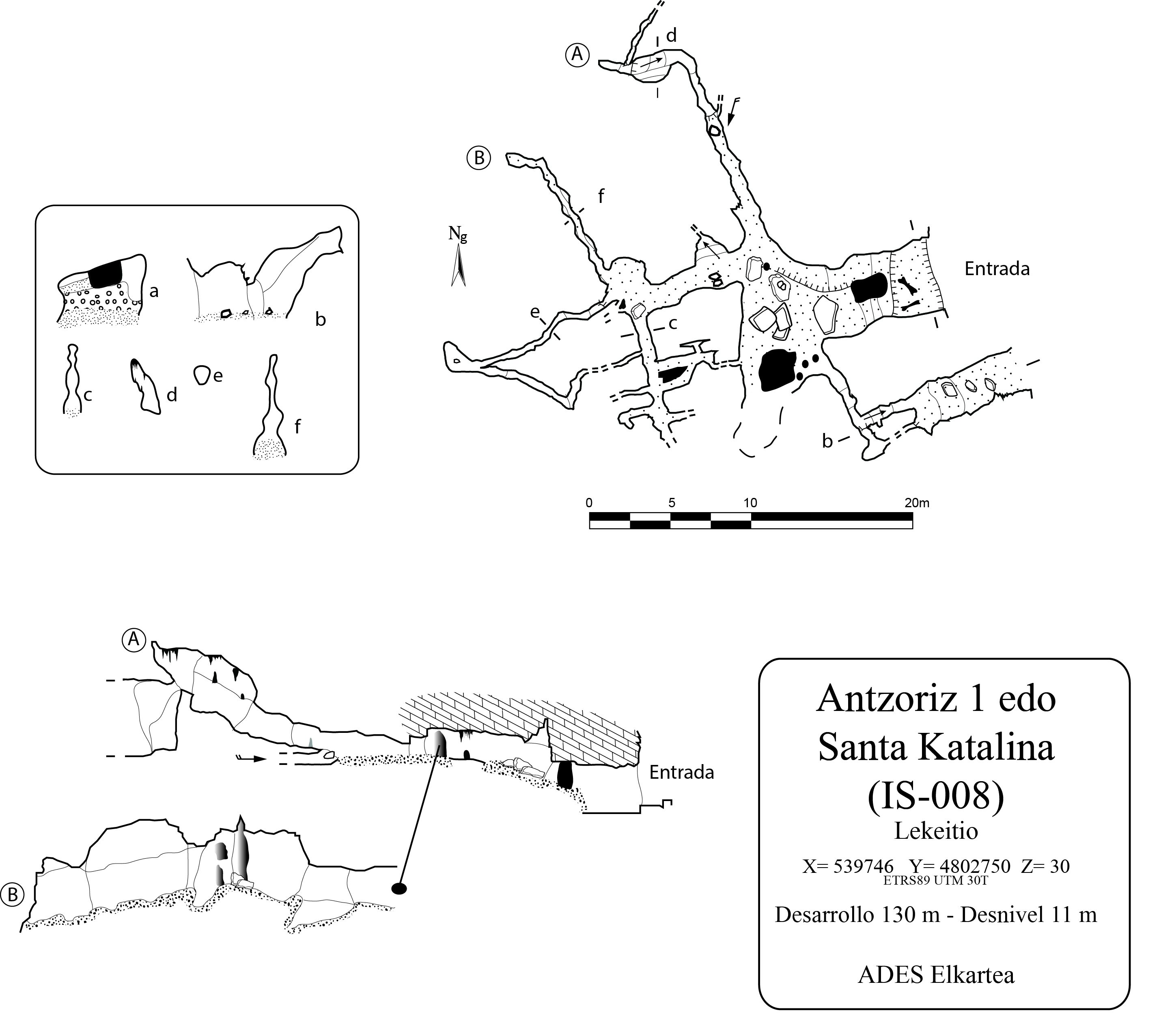
Cartographie de la grotte.

La fouille a été réalisée dans la cavité appelée Antzoriz I, plus précisément à son entrée orientale (celle de droite, pour un observateur regardant à l'intérieur de la grotte), sur une superficie de 9 m2. Plusieurs niveaux archéologiquement significatifs ont été identifiés ici (un Azilien et deux Magdaléniens), où ont été récupérés des mollusques, des ossements d'animaux, des outils en pierre et en os, des restes de feux, des pièces d'art mobilier et quelques dents humaines.

### Restes d'animaux
Parmi les restes étudiés, quelque 120 espèces animales ont été identifiées, dont : 
- ichtyofaune : l'ensemble des restes de poissons du site constitue le plus ancien témoignage de pêche humaine en Europe, et l'un des plus riches (53 espèces et sous-espèces). Les plus abondants sont les salmonidés, les pleuronectiformes et la morue de l'Atlantique, cette dernière étant prédominante ; En fait, ces découvertes ont réfuté la vieille théorie selon laquelle la pêche à cette époque était basée sur les seuls salmonidés[9] ;
- mammifères ongulés : ils constituent 95 % de tous les restes, et les cerfs prédominent parmi eux. Les restes de rennes (un groupe unique dans la péninsule ibérique en raison de son abondance et de son caractère tardif, de l'Azilien), de hyènes (également les plus récentes de la péninsule, du Magdalénien) et de phoques (qui sont référencés dans très peu de cas) sont particulièrement remarquables[10] ;
- oiseaux : La collection de Santa Catalina est l'une des plus riches du Pléistocène supérieur en Europe. Il convient de noter la présence d'oiseaux marins (peu étudiés par rapport aux oiseaux terrestres), parmi lesquels on compte trois espèces éteintes : Puffinus holeae (es) (éteint il y a 2000-3000 ans), Puffinus olsoni (es) (éteint au XIVe siècle) et Pinguinus impennis (éteint au XIXe siècle) ; Santa Catalina est la collection la plus abondante de restes de cette espèce)[11].

Dans l'ensemble des vestiges, le groupe le plus abondant est celui des anseriformes (environ 40%) ; Ils sont suivis par les procellariidae, les charadriiformes, les strigiformes, les lagopèdes et les anatidae. L'analyse des os indique qu'ils étaient utilisés comme nourriture et comme matière première pour des outils et, peut-être, des rituels.
Outre les espèces mentionnées, de nombreuses autres de moindre importance ont été trouvées : micromammifères, reptiles, amphibiens, échinodermes, crustacés et mollusques.

### Restes de plantes
L'examen palynologique, croisé avec des données climatiques et des macro-restes végétaux, nous a permis de reconstituer l'évolution de la couverture végétale aux alentours du site : 

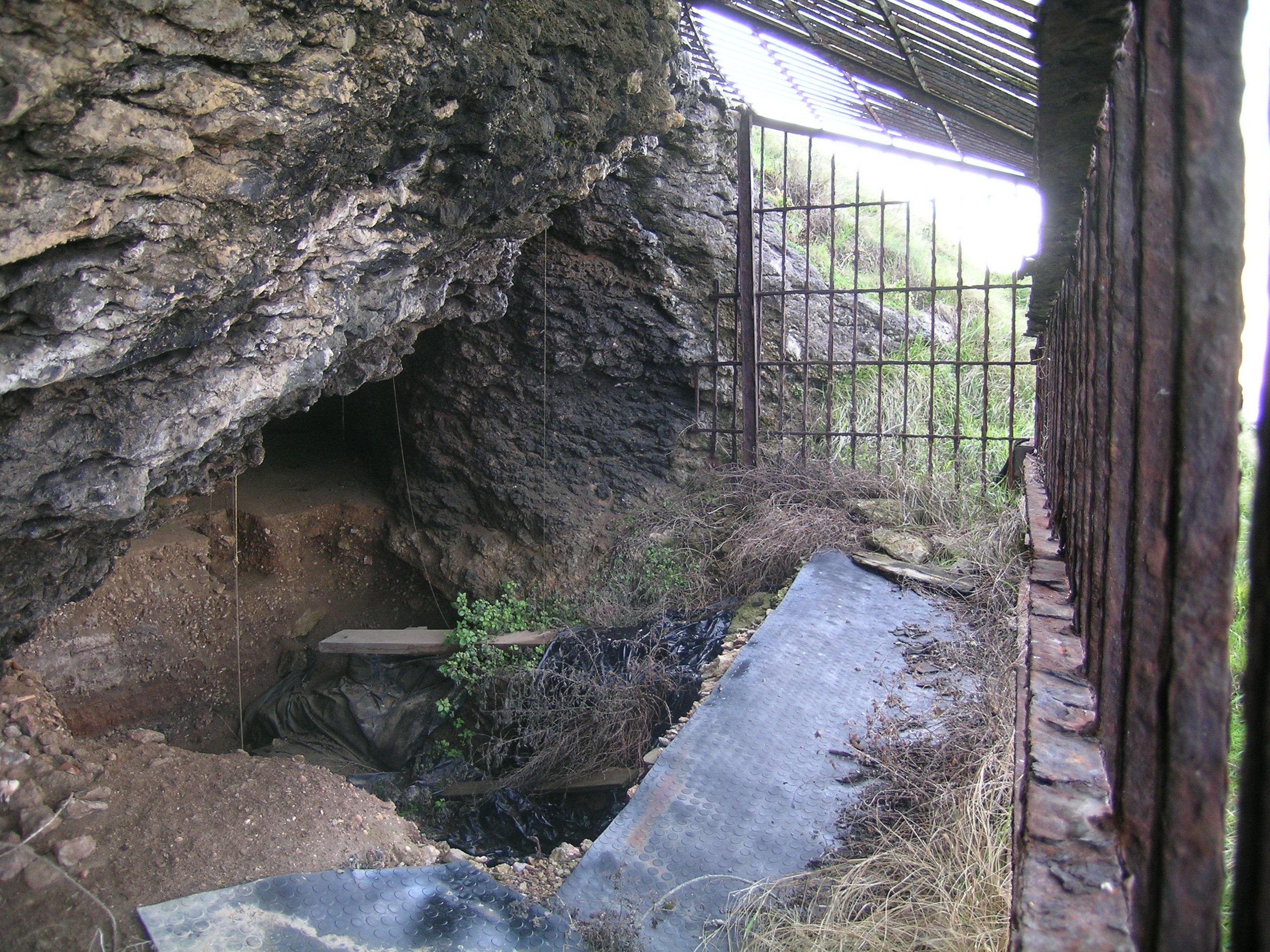
La grotte en 2015.

- au Magdalénien supérieur, prédominaient les prairies, avec de petites parcelles forestières d'arbousiers et de conifères, dans un environnement semblable à la toundra[14] ;
- au Magdalénien final, le bouleau verruqueux et les arbres du genre quercus ont proliféré, sans que les prairies ne disparaissent ;
- le climat doux de l'Azilien a entraîné un essor des grandes forêts de chênes et de chênes verts, ainsi que l'expansion de nombreuses autres espèces d'arbres et de plantes.

Sur le site de Santa Catalina, de nombreux restes de bois ont été retrouvés, utilisés comme combustible et dans des processus liés à la chasse et à la préparation des aliments. Des restes de glands ont également été découverts , probablement utilisés comme nourriture ; Ils comptent parmi les plus anciens découverts en Europe.

### Données paléoclimatiques
Les sédiments les plus anciens trouvés à Santa Catalina datent de la dernière période  glaciaire (c'est-à-dire de l'époque où les humains n'y vivaient pas encore). Les occupations préhistoriques ont commencé à la fin du Pléistocène (il y a environ 15 000 ans). Au cours des 5 000 années suivantes, ses habitants ont dû faire face à d'importants changements climatiques : après les 600 premières années de climat doux, ont suivi 1 600 années de réchauffements et de refroidissements successifs, dans le cadre d'une tendance générale au refroidissement ; Puis vint le Dryas récent, une phase froide qui dura 1 400 ans ; et après le début de l'Holocène, qui a fourni 1 500 ans de climat chaud aux habitants de la grotte, jusqu'à ce qu'ils l'abandonnent il y a environ 10 200 ans.

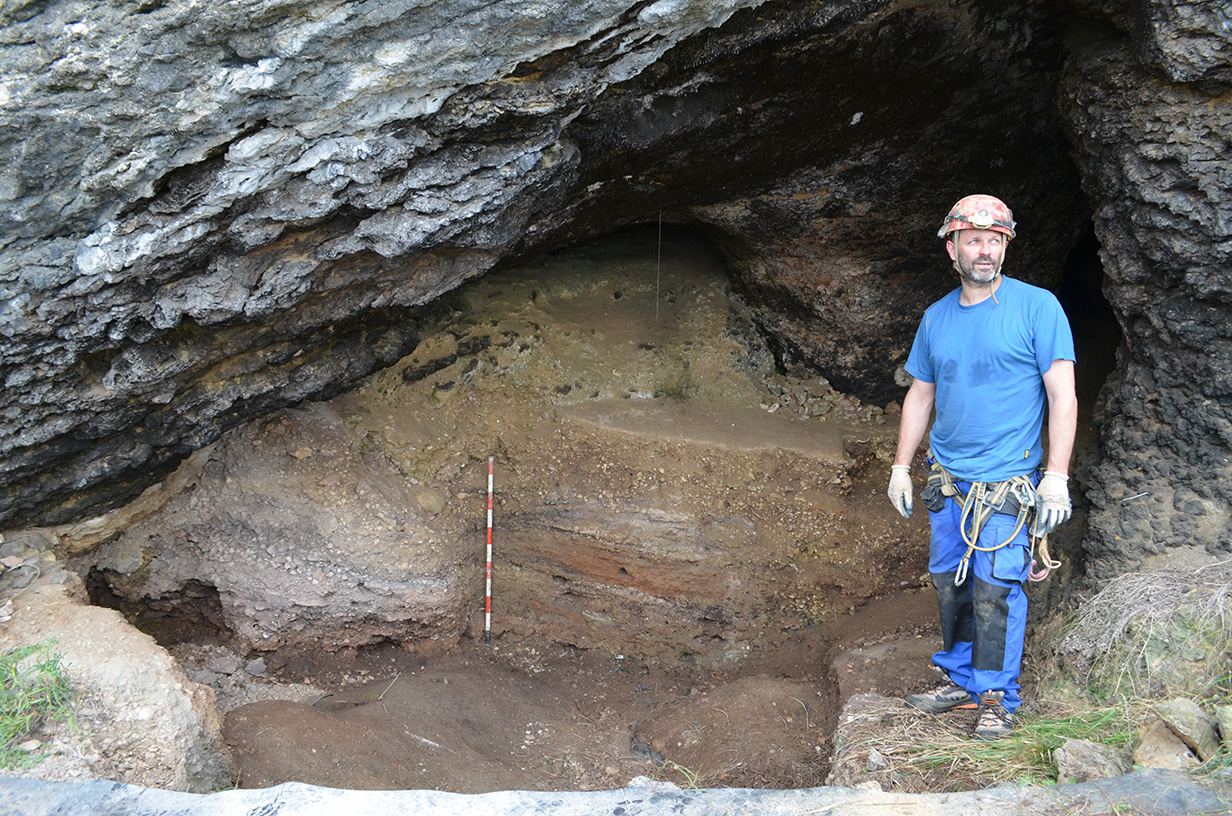
Un spéléologue lors des travaux préparatoires en 2015.

Quant à la mer, avant le début de l'Holocène elle était 120 m plus basse que le niveau actuel. Cela signifie que le promontoire d'Antzoriz n'était pas situé sur l'eau comme il l'est aujourd'hui, mais que le littoral était à environ 2 km, dans une zone actuellement inondée par la mer. Pour la même raison, la rivière Lea ne coulait pas au point où elle coule aujourd'hui, mais longeait le littoral actuel, jusqu'à ce qu'elle atteigne ce qui est aujourd'hui le cap, où elle continuait vers le nord jusqu'à son embouchure. Les habitants des cavernes avaient à leurs pieds une plate-forme avec de petites collines, des vallées et des forêts ; On pense que cette plate-forme côtière pourrait avoir été l’une des principales voies utilisées par les animaux migrateurs, notamment les rennes.

## État actuel du dépôt
Au cours des travaux archéologiques, et également par la suite, le site de Santa Catalina a été l'objet à plusieurs reprises de fouilles furtives. En conséquence, ses couches ont été enlevées, avec les dommages et la perte de matériel archéologique qui en ont résulté.
En 2015, à l'occasion de la publication du premier résumé des fouilles, la Députation forale de Biscaye a chargé les associations d'archéologie AGIRI et ADES, spéléologie, de rénover la grotte. Au cours de ces travaux, l'état du site a été évalué, la terre enlevée par les braconniers a été tamisée (ce qui a permis de récupérer plusieurs milliers de morceaux de silex d'industrie lithique qu'ils avaient jetés), une topographie de précision de la grotte a été réalisée, le métal détérioré la clôture a été enlevée et les sections archéologiques avec un remplissage en argile.